# Cayo Licinio Geta
Cayo o Gayo Licinio Geta  fue un político y militar de la República romana,  cónsul del año 116 a. C. con Quinto Fabio Máximo Eburno.
Fue expulsado del Senado por los censores en 115 a. C. junto con treinta y un senadores más. Más tarde recuperó el rango senatorio al siguiente censo. Él mismo fue elegido censor en el año 108 a. C.